# Mahfooz Aviation
Mahfooz Aviation ist eine gambische Charterfluggesellschaft mit Sitz in Banjul und Basis auf dem Internationalen König-Abd-al-Aziz-Flughafen in Dschidda.

## Geschichte
Mahfooz Aviation wurde im Jahr 1992 gegründet und befindet sich im Besitz des saudi-arabischen Geschäftsmanns Mahfooz Salem Bin Mahfooz.

## Flugziele
Mahfooz Aviation fliegt im Charterbetrieb Staaten in Westafrika an.

## Flotte
Mit Stand Februar 2018 besitzt Mahfooz Aviation keine eigenen Flugzeuge mehr.

## Zwischenfälle
- Am 19. Juni 2005 verunglückte eine Boeing 707-300C mit dem Luftfahrzeugkennzeichen C5-MBM auf einem Überführungsflug bei der Landung in Addis Abeba. Alle fünf Menschen an Bord überlebten, das Flugzeug wurde jedoch zerstört.[5]